# Orgyenpa Rinchen Pal
druptob
- -
Orgyenpa Rinchen Pal (tibétain : ཨོ་རྒྱན་པ་རིན་ཆེན་དཔལ, Wylie : o rgyan pa rin chen dpal) (1229 dans le Tsang - 1309)

## Biographie
Orgyenpa Rinchen Pal est né dans le Tsang, fils de Won Jopen et sa femme Duggema, qui lui a donné le nom de Sengge Pel (seng ge dpal). Il reçut des enseignements Nyingma. À l'âge de seize ans, il s'est rendu au monastère de Bodong-E pour étudier commentaires indiens fondamentaux tels que l'Abhidharma-kosa (en) et l'Abhidharma-samuccaya (en), y gagnant une réputation de savant.
À Golungpu (go lung phu), Orgyenpa devint disciple de Gotsangpa Gonpo Dorjé (rgod tshang pa mgon po rdo rje, 1189-1258), un enseignant Drukpa Kagyu. Gotsangpa lui a transmis des enseignements du mahamoudra et, à l'âge de vingt ans, Orgyenpa a pris l'ordination complète à Bodong-E.
Pendant les douze années suivantes, Orgyenpa étudia le Kalacakra, selon Dro Lotsawa et Chak Lotsawa, et les doctrines Kagyu avec Gotsangpa. Lorsque Orgyenpa voulut se rendre à Shambhala, Gotsangpa lui expliqua qu'il n'y parviendrait pas, et l'a guidé vers Oddiyana. Gotsangpa s'était rendu dans la région, faisant un pèlerinage à Jalandhara, dans la région du Ladakh.
Orgyenpa s'est rendu à Oddiyana en passant par la région du Kailash et du Ladakh, souffrant de plusieurs rencontres désagréables avec des maraudes de cavaliers mongols et l'expérience de visions de Vajravarahi. Arrivé au Cachemire, il a échappé à une tentative d'assassinat par le roi. À son retour au Tibet, son maître était mort, il a mis sur pied un groupe de pèlerins pour Bodh Gaya, où il développa des pouvoirs de guérison. 
De retour au Tibet, il a voyagé à travers l'U et Yoru, guérissant des maladies et subjuguant des démons. Il a été convoqué en Mongolie par Kubilai Khan, à qui il conféra l'initiation de Kalacakra. Il est retourné au Tibet et en voyage, a rencontré Karma Pakshi, le 2e Karmapa, devenant un de ses disciples.
Orgyenpa fut ensuite un important professeur du 3e Karmapa, Rangjung Dorje, et est souvent crédité de l'avoir identifié comme la réincarnation de Karma Pakshi et lui avoir donné son nom.
Orgyenpa est décédé à l'âge de quatre-vingts ans, laissant de nombreux disciples dans les traditions Drukpa et Karma Kagyu. 
Il fut un détenteur de la lignée du Rosaire d'Or.

## Source
1. 1 2 3 4 5 6 7  (en) Alexander Gardner, Orgyenpa Rinchen Pel b.1229? - d.1309
2. ↑  La lignée du Rosaire